# Partia Robotnicza (Czechy)
Dělnická strana (pol. Partia Robotnicza) – skrajnie prawicowa czeska partia neonazistowska założona w 2003, rozwiązana decyzją sądu 17 lutego 2010. Przewodniczącym był Tomáš Vandas. W tym samym roku Tomáš Vandas przekształcił swoje zdelegalizowane ugrupowanie w Partię Robotniczą Sprawiedliwości Społecznej (czes. Dělnická strana sociální spravedlnosti, DSSS).
W wyborach w 2010 DS otrzymała 1,14% głosów; w wyborach w 2013 DSSS uzyskała 0,86% głosów.